# Dobl-Zwaring
Dobl-Zwaring ist eine Marktgemeinde mit 3.798 Einwohnern (Stand 1. Jänner 2025) in der Steiermark in Österreich. Sie liegt im Südwesten des Bezirks Graz-Umgebung.

## Geografie

### Geographische Lage
Dobl-Zwaring liegt im südwestlichen Teil des Bezirks Graz-Umgebung, etwa 14 Kilometer südlich von Graz. Die Gemeinde wird von der Kainach, einem Nebenfluss der Mur durchflossen und im westlichen Abschnitt vom Kaiserwald eingenommen. Ein weiteres wichtiges Fließgewässer ist der Horätzbach. Das Gebiet gehört zur Weststeiermark.

### Gemeindegliederung
Das Gemeindegebiet umfasst folgende elf Ortschaften (in Klammern Einwohnerzahl Stand 1. Jänner 2025):
- Dietersdorf (315)
- Dobl (912)
- Fading (211)
- Lamberg (107) samt Sauberg
- Muttendorf (774) samt Muttendorfberg
- Petzendorf (101)
- Pöls an der Wieserbahn (165) samt Pöls, Pölsgraben und Pölsmühle
- Steindorf (183)
- Weinzettl (398) samt Weinzettlberg
- Wuschan (206) samt Farmwinkel, Hirzenbühel, Höll, Höllberg, Kaisersberg und Rabensberg
- Zwaring (426)

Dobl-Zwaring besteht aus acht Katastralgemeinden (Fläche Stand 31. Dezember 2023):
- Dietersdorf (695,7 ha)
- Dobl (586,01 ha)
- Lamberg (54,77 ha)
- Muttendorf (511,48 ha)
- Petzendorf (270,89 ha)
- Pöls (327,31 ha)
- Wuschan (351,05 ha)
- Zwaring (968,28 ha)

### Nachbargemeinden
| Lieboch                              | Haselsdorf-Tobelbad                         | Premstätten |
| Lannach                              | Kompassrose, die auf Nachbargemeinden zeigt | Wundschuh   |
| Sankt Josef (Weststeiermark) Preding | Hengsberg                                   | Wildon      |

### Eingemeindungen
Die Gemeinden Zwaring und Pöls wurden am 1. Jänner 1968 zusammengelegt. Die heutige Gemeinde entstand am 1. Jänner 2015 durch Zusammenlegung der Gemeindegebiete von Dobl und Zwaring-Pöls im Rahmen der Gemeindestrukturreform in der Steiermark.

## Geschichte
Erste Siedlungsspuren in Dobl reichen bis ca. 3500 v. Christus zurück, wie im Rahmen archäologischer Ausgrabungen im Sommer 2024 entdeckt wurde.
Dobl wurde urkundlich erstmals als „Tobel“ im Jahr 1219 erwähnt als Erzbischof Eberhard II. von Salzburg den Sprengel dem neu gegründeten Bistum Seckau zuwies. Über Jahrhunderte wurde die Geschichte von Dobl vom Schloss Gjaidhof mitbestimmt, welches ein Jagdschloss Maria Theresias war.
Der Ortsteil Fading wird auf eine Siedlung in karolingischer Zeit zurückgeführt. Seine Siedlungsgeschichte ist eingehend untersucht.
Der Name wird vom Vornamen „Fadi-“ abgeleitet, der die Bedeutung „Mann“ im Sinn von „Krieger, Held“ hat. Namen auf „-ing“ können, wenn sie sich auf Orts- oder Personennamen zurückführen lassen, im deutschen Sprachraum Belege für Siedlungen aus dem 7. bis 9. Jahrhundert bilden.

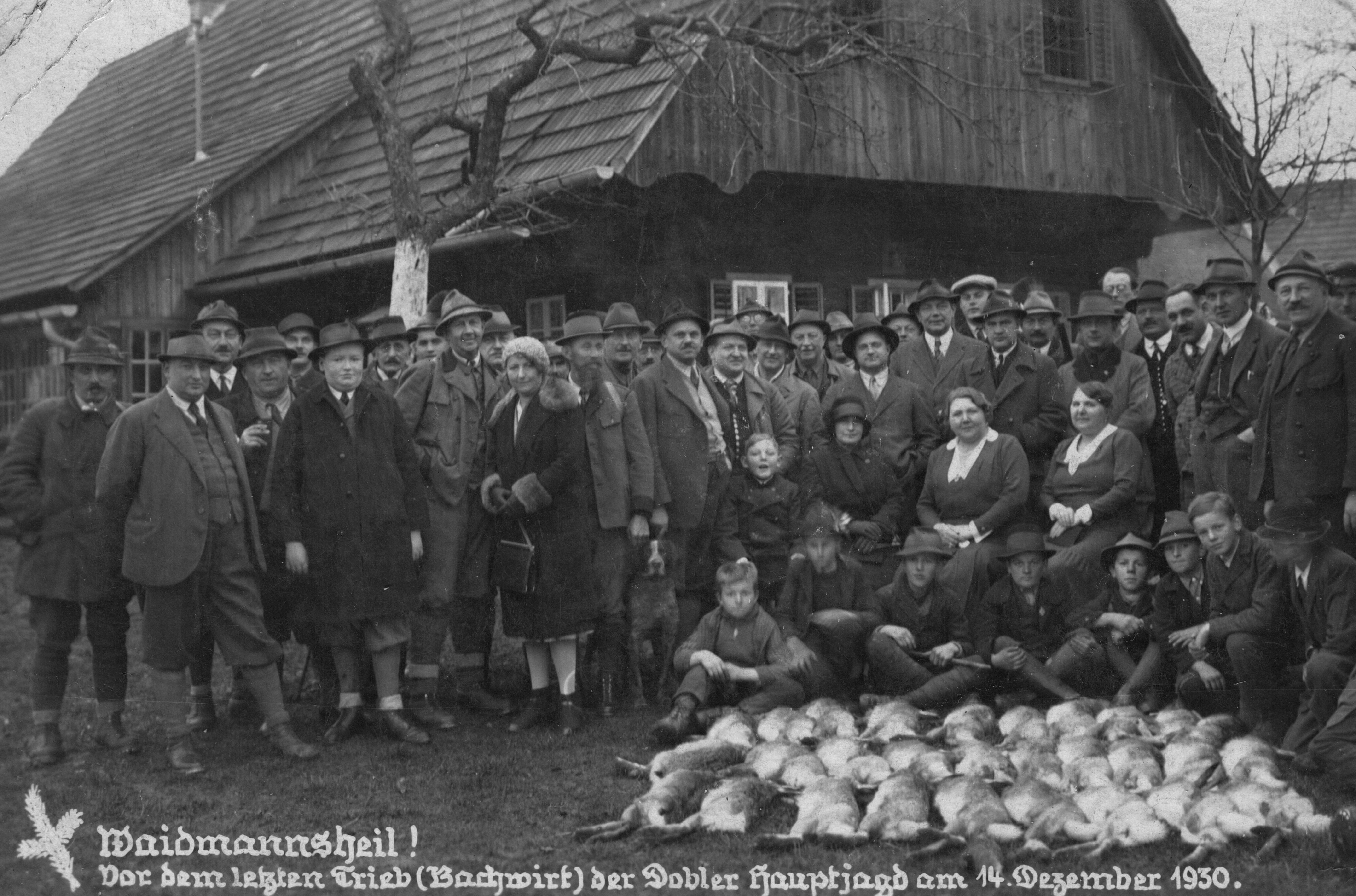
Dobler bei Hausjagd (Bachwirt) am 14. Dezember 1930

Die ersten Ortsgemeinden als autonome Körperschaften entstanden 1850. Nach der Annexion Österreichs 1938 kamen die Gemeinden zum Reichsgau Steiermark, 1945 bis 1955 waren sie Teil der britischen Besatzungszone in Österreich. Die damalige Gemeinde Pöls an der Wieserbahn wurde mit 1. Jänner 1957 aus dem Bezirk Leibnitz in den Bezirk Graz-Umgebung übernommen.
Die Gemeinden Zwaring und Pöls wurden am 1. Jänner 1968 auf Vorschlag der Bezirkshauptmannschaft Graz-Umgebung zusammengelegt. Beide Gemeinden stimmen im Oktober 1967 für die freiwillige Zusammenlegung, da sie dadurch einen höheren Anteil der Steuereinnahmen erhielten. Lediglich bei der Festlegung des Gemeindenamens herrschte Uneinigkeit. Während die Gemeinde Zwaring und die Bezirkshauptmannschaft für Zwaring-Pöls plädierten, sprach sich die Gemeinde Pöls für Pöls-Zwaring aus, da das 1244 erstmals erwähnte Pöls der ältere Gemeindeteil ist und da Zwaring-Pöls alphabetisch am Ende der Gemeinden im Bezirk Graz-Umgebung stand.

### Historische Landkarten

Das Gemeindegebiet in den Landesaufnahmen von 1790 bis 1910
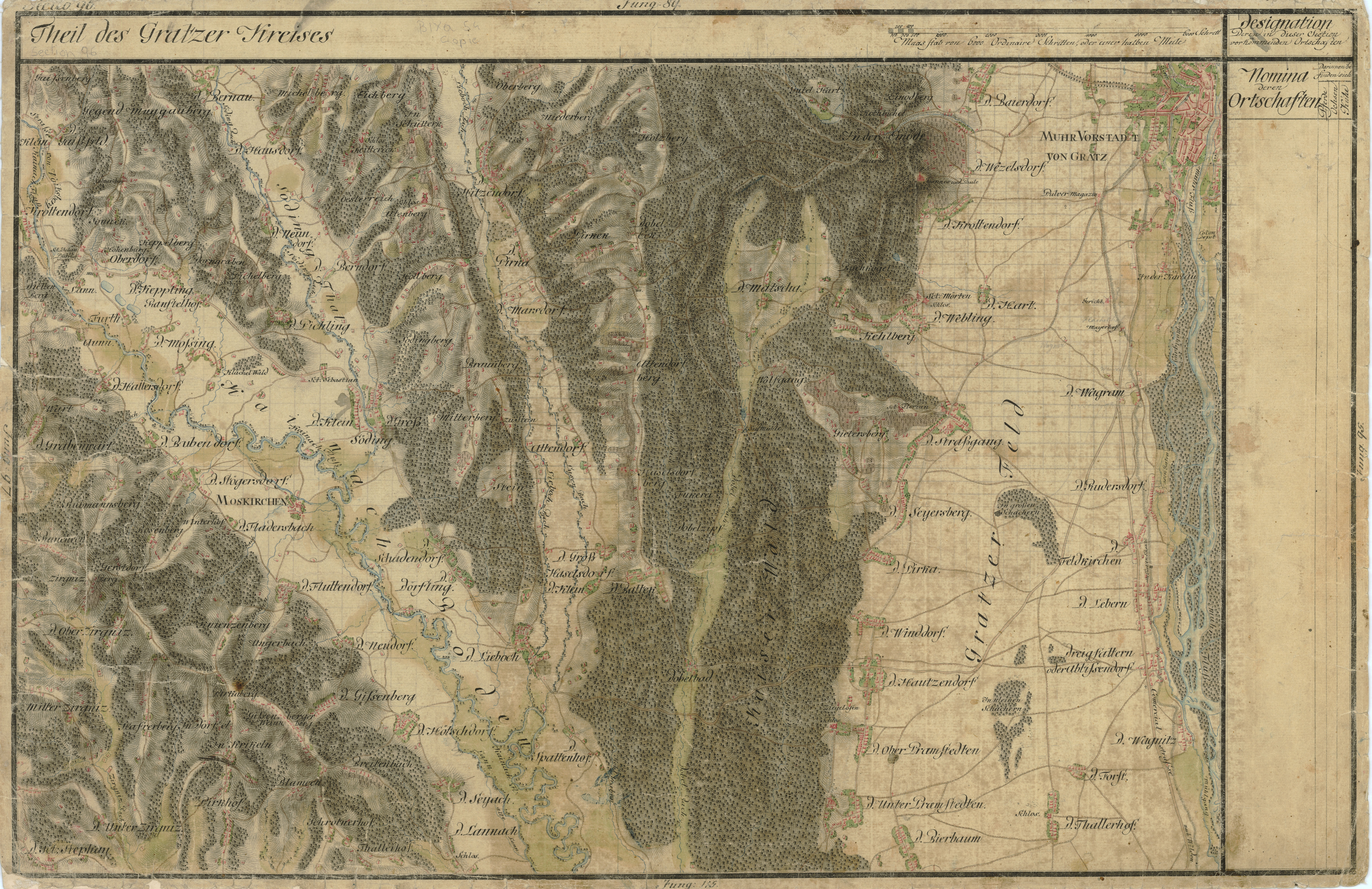
Das Gebiet nördlich von Dobl mit Dobelbad und Dobelzipf in der Josephinischen Landesaufnahme um 1790
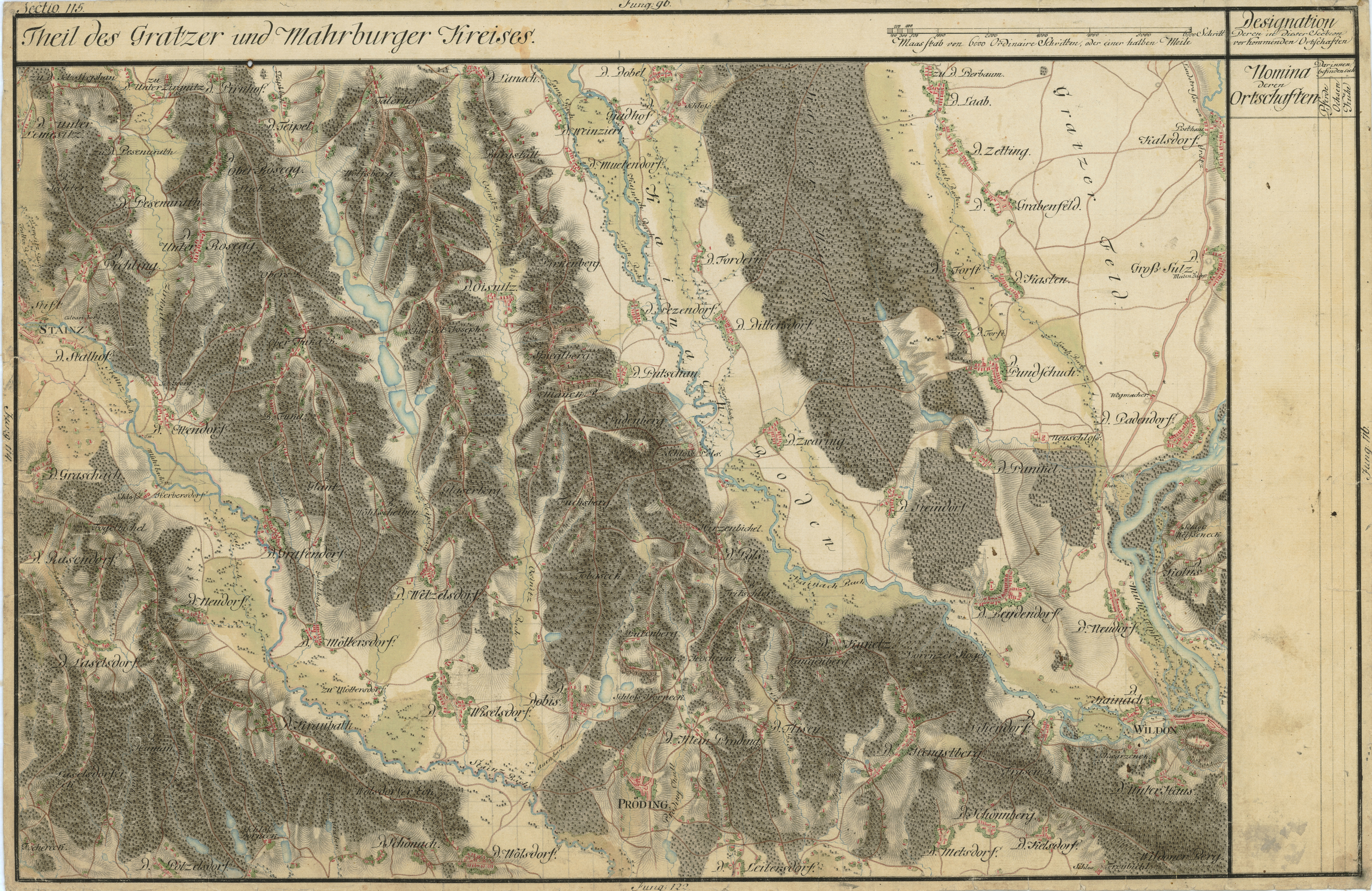
Das Dorf Dobel und Fading als „D(orf) Fordern“; um 1790
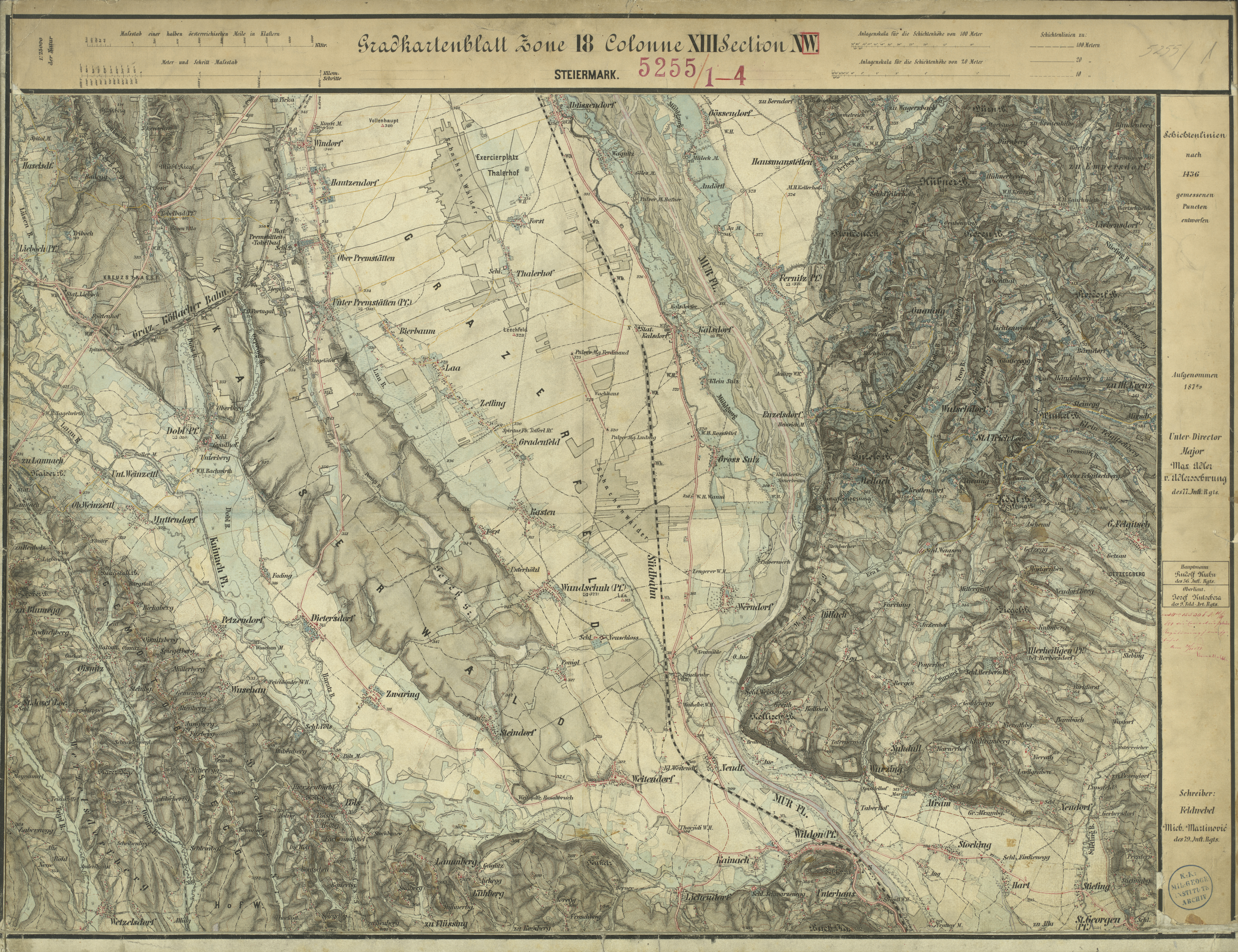
Dobl nördlich des Kainachtals, Franzisco-Josephinische Landesaufnahme um 1878/79
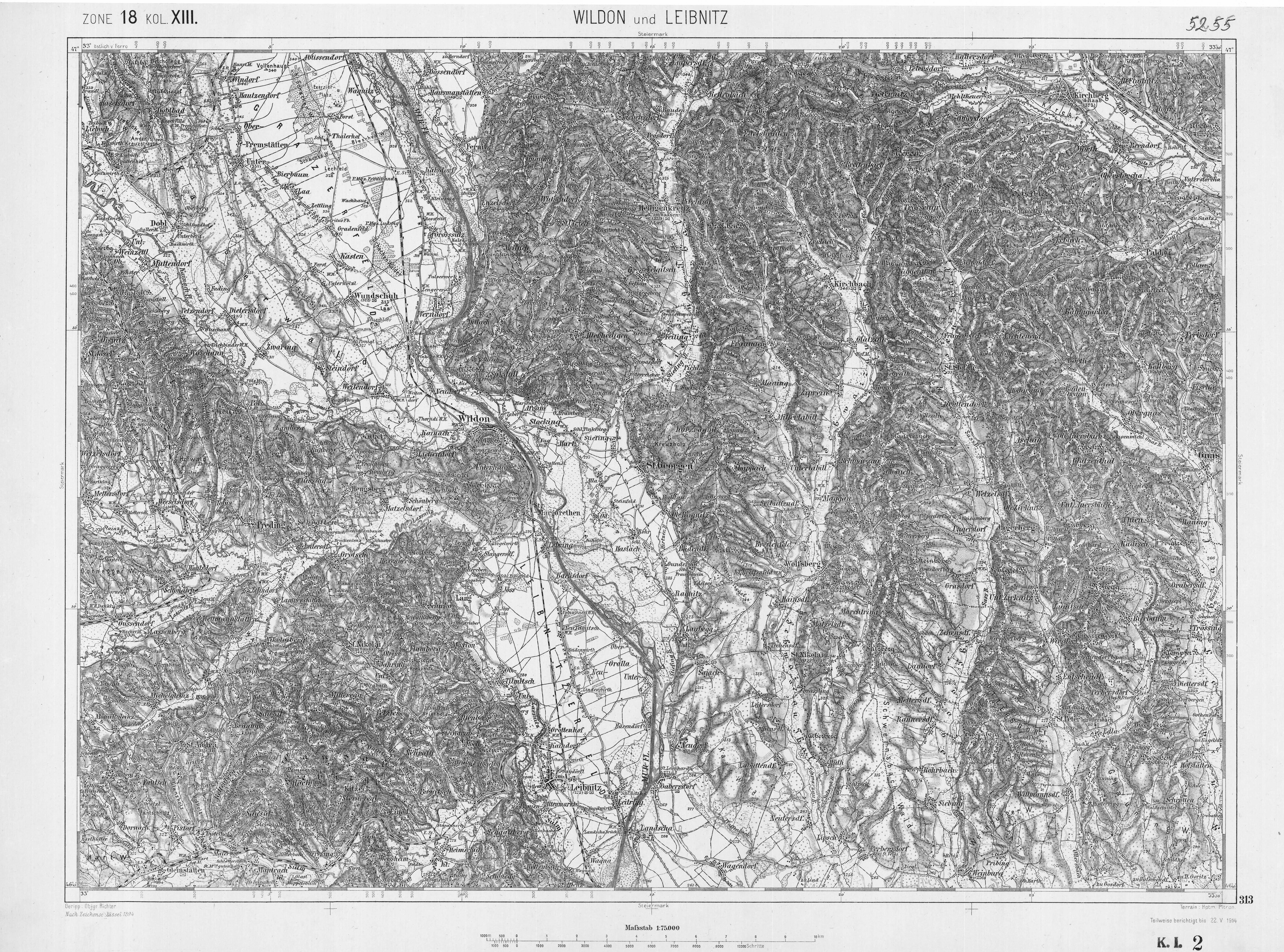
Das Gemeindegebiet in der Franzisco-Josephinischen Landesaufnahme um 1910

### Bevölkerungsentwicklung
| Dobl-Zwaring: Einwohnerzahlen von 1869 bis 2024     | Dobl-Zwaring: Einwohnerzahlen von 1869 bis 2024 | Dobl-Zwaring: Einwohnerzahlen von 1869 bis 2024 | Dobl-Zwaring: Einwohnerzahlen von 1869 bis 2024 | Dobl-Zwaring: Einwohnerzahlen von 1869 bis 2024 |
| --------------------------------------------------- | ----------------------------------------------- | ----------------------------------------------- | ----------------------------------------------- | ----------------------------------------------- |
| Jahr                                                |                                                 |                                                 |                                                 | Einwohner                                       |
| 1869                                                | 1869                                            |                                                 | 2.177                                           | 2.177                                           |
| 1880                                                | 1880                                            |                                                 | 2.249                                           | 2.249                                           |
| 1890                                                | 1890                                            |                                                 | 2.289                                           | 2.289                                           |
| 1900                                                | 1900                                            |                                                 | 2.160                                           | 2.160                                           |
| 1910                                                | 1910                                            |                                                 | 2.214                                           | 2.214                                           |
| 1923                                                | 1923                                            |                                                 | 2.209                                           | 2.209                                           |
| 1934                                                | 1934                                            |                                                 | 2.225                                           | 2.225                                           |
| 1939                                                | 1939                                            |                                                 | 2.558                                           | 2.558                                           |
| 1951                                                | 1951                                            |                                                 | 2.225                                           | 2.225                                           |
| 1961                                                | 1961                                            |                                                 | 2.195                                           | 2.195                                           |
| 1971                                                | 1971                                            |                                                 | 2.279                                           | 2.279                                           |
| 1981                                                | 1981                                            |                                                 | 2.387                                           | 2.387                                           |
| 1991                                                | 1991                                            |                                                 | 2.646                                           | 2.646                                           |
| 2001                                                | 2001                                            |                                                 | 2.804                                           | 2.804                                           |
| 2011                                                | 2011                                            |                                                 | 3.274                                           | 3.274                                           |
| 2021                                                | 2021                                            |                                                 | 3.702                                           | 3.702                                           |
| 2024                                                | 2024                                            |                                                 | 3.767                                           | 3.767                                           |
| Quelle(n): Statistik Austria, Gebietsstand 1.1.2021 |                                                 |                                                 |                                                 |                                                 |

## Kultur und Sehenswürdigkeiten

### Bauwerke
- Das Schloss Pöls wurde erstmals 1244 als Zehenthof des Bischofs von Salzburg erwähnt. Ende des 16. Jahrhunderts wurde es zu einem Edelmannssitz ausgebaut, der in der Folgezeit häufig den Besitzer wechselte. Ende des 18. Jahrhunderts diente das Schloss schließlich als Brauerei, die allerdings schon 1801 wieder geschlossen wurde. Im Jahre 1840 war das Gut im Besitze der Familie von Saffran, zuletzt bis 1855 von Ludwig Freiherr von Saffran. Gut und Schloss Pöls wurden 1855 von Friederike, Herzogin von Oldenburg, verehelichte Freifrau von Washington nach ihrer Eheschließung mit Maximilian Emanuel von Washington, einem Verwandten des ersten Präsidenten der USA, George Washington, erworben. Die Familie beauftragte den Wiener Architekten Moritz Wappler mit grundlegenden Umbauarbeiten, die teilweise als „Bauten im Schweizerstyle“ ausgebildet wurden. Hervorgehoben wurde in einer zeitgenössischen Quelle der „Geflügelstall …, der nach den rationnellsten Prinzipien erbaut, mit Eier-, Brut- und Maststube versehen, Raum für circa 30 Racen verschiedener Hühner und Fasanen bietet, die ihren Auslauf zu den mit niedrigen Drahtgittern eingefriedeten Plätzen nach der Gartenseite haben.“ Weiters befand sich im Wirtschaftsbereich des Schlosses ein Luxuspferdestall. Der Grundbesitz umfasste 108 ha Land und einige Hektar Pachtland.[10]

Das Schloss Pöls wurde unter der Familie Washington zu einem landwirtschaftlichen Musterbetrieb. Max von Washington wurde in der zeitgenössischen Literatur als „eine der hervorragendsten Autoritäten Oesterreichs im Bereiche der Landwirthschaft und Züchter“ bezeichnet,
Der Betrieb hatte besonders bei der Geflügel-, Fisch-, Schweine- und Pferdezucht, aber auch bei der Arbeit mit landwirtschaftlichen Maschinen Vorbildwirkung. Bei seiner Krönung zum König von Ungarn 1876 ritt der österreichische Kaiser Franz Joseph I. auf einem Hengst aus dem Pölser Stall. Maximilian von Washington veranstaltete 1863 in Pöls die erste Landwirtschaftsausstellung der Steiermark.
Die Anlage des Schlossparks, dessen Gelände beim Erwerb 1855 fast kahl gewesen war, geht auf Friederike von Oldenburg zurück, die hierfür auch exotische Pflanzen wie Tulpenbaum, schlitzblättrige Buche, Blauglockenbaum und andere Gewächse pflanzen ließ. In späteren Jahren lag der Schwerpunkt auf der Geflügelzucht, in deren Rahmen auch ein umfangreicher Versand von Bruteiern dokumentiert ist.
In den Jahren 1870/71 war das Gut aus familiären Gründen in wirtschaftlichen Schwierigkeiten, konnte sich aber wieder davon erholen, blieb bis zum Tod von Friederike von Washington am 20. März 1891 in ihrem Besitz und ging dann an ihren Sohn George von Washington über. Anlässlich seiner zweiten Eheschließung mit Maria Kreuzig am 24. November 1924 übertrug George von Washington seinen gesamten Besitz (mit Ausnahme von kleinen Schenkungen an seine außereheliche Tochter Huberta von Hohenpriel) an seine Frau. Maria von Washington verkaufte das Schloss mitsamt dem Gutsbesitz 1928 an die Familie der Freiherren von Allesch, in deren Eigentum es sich noch heute befindet. (H. Rößmann, Urenkel der Maria von Washington).
- Als Sehenswürdigkeit ist der Sender Dobl, eine Mittelwellensendeanlage aus dem Zweiten Weltkrieg, zu erwähnen. Der Sendemast steht ebenso wie das Sendegebäude, in dem der private Radiosender Antenne Steiermark seinen Sitz hatte, unter Denkmalschutz.

### Naturdenkmäler
Am 23. Juni 2003 wurde im Schlosspark von Pöls eine Riesenfichte (oder Riesentanne) entwurzelt, welche im Jahre 1856 von König Otto I. von Griechenland (Cousin von Kaiser Franz Joseph I. von Österreich – der Vater Ottos I. und die Mutter Franz Josephs waren Geschwister – und Schwager von Marie Friederike von Washington), anlässlich seines Besuches auf Schloss Pöls gemeinsam mit seiner Gemahlin Amalie (geb. Herzogin von Oldenburg und Schwester der Friederike von Washington), gepflanzt wurde und einen Stammumfang von 5 m hatte. (H. Rößmann – zitiert aus dem oberbayerischen Archiv/Band 131).

### Heilige Rinn’
Die „Heilige Rinn’“ ist eine Quelle in einem Waldgebiet im Süden der Gemeinde. Dem Wasser dieser Quelle werden besondere Kräfte nachgesagt, seit im 19. Jahrhundert ein fast blinder Holzknecht durch das Waschen seiner Augen mit diesem Wasser wieder besser zu sehen begonnen haben soll. Der Ort wurde in den Jahren 2001/02 restauriert und am 14. August 2006 durch den Pfarrer von Preding geweiht.

## Wirtschaft und Infrastruktur

### Verkehr
Der Hauptort Dobl liegt an der Süd Autobahn A 2, die nächstgelegenen Anschlussstellen sind Lieboch (exit 194) in 3 km Entfernung und Unterpremstätten (exit 188) in 5 km Entfernung. Die Pyhrn Autobahn A 9 ist über die Anschlussstelle Schachenwald (exit 192) in 5 km zu erreichen.
Der südliche Gemeindeteil liegt abseits der Hauptverkehrsstraßen, ist aber gut an das überregionale Straßennetz angebunden. Die Pyhrn Autobahn A 9 ist über die Anschlussstellen Wundschuh (exit 197) und Wildon (exit 202) zu erreichen.
Ein Bahnhof ist im Gemeindegebiet nicht vorhanden, allerdings bieten die Nachbargemeinden Zugang
- zur Graz-Köflacher Eisenbahn: In Unterpremstätten und Lieboch zur Strecke Graz-Köflach sowie in Lieboch, Preding und Lannach zur Strecke (Graz)-Lieboch-Wies-Eibiswald,
- zur Südbahn und Koralmbahn: in Kalsdorf und Werndorf

Der Flughafen Graz ist von allen Ortsteilen leicht erreichbar.

### Ansässige Unternehmen
Im Gebiet befinden sich u. a.:
- das Umspannwerk Kainachtal der Österreichischen Elektrizitätswirtschafts-AG.
- die Autobahn-Raststätte Kaiserwald an der Südautobahn A 2

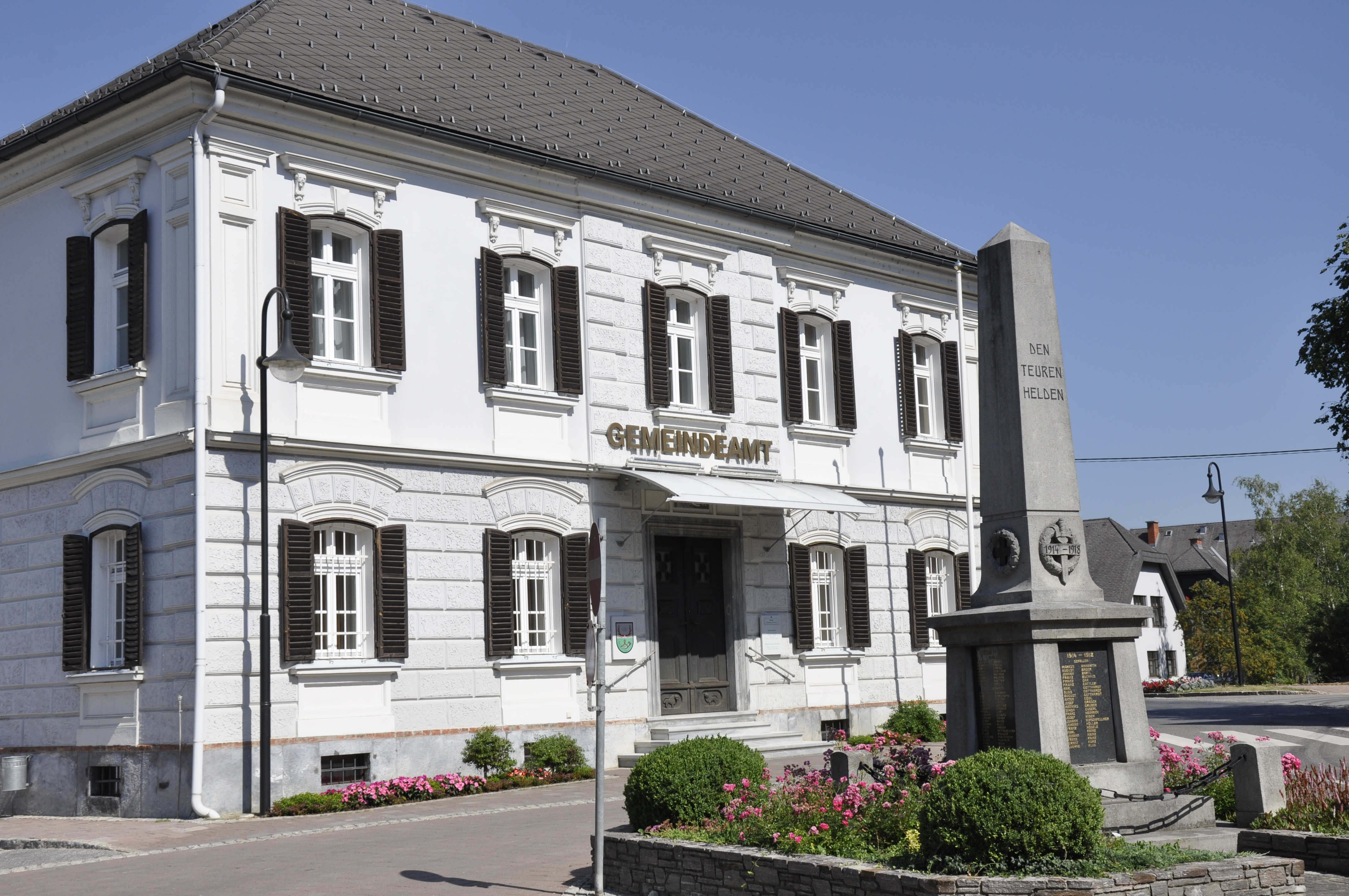
Gemeindeamt Dobl

## Politik

### Gemeinderat
- Nach den Gemeinderatswahlen in der Steiermark 2005 hatte der Gemeinderat folgende Verteilung: 11 ÖVP, 2 SPÖ, 2 FPÖ.[16]
- Nach den Gemeinderatswahlen in der Steiermark 2010 hatte der Gemeinderat folgende Verteilung: 11 ÖVP, 2 SPÖ, 2 FPÖ.[17] (Vor der Zusammenlegung)
- Nach den Gemeinderatswahlen in der Steiermark 2015 hatte der Gemeinderat folgende Verteilung: 15 ÖVP, 4 FPÖ, 2 SPÖ.[18]
- Nach den Gemeinderatswahlen in der Steiermark 2020 hat der Gemeinderat folgende Verteilung: 14 ÖVP, 3 FPÖ, 2 Die Grünen, 2 SPÖ.[19]
- Nach den Gemeinderatswahlen in der Steiermark 2025 hat der Gemeinderat folgende Verteilung: 14 ÖVP, 5 FPÖ, 1 Die Grünen, 1 SPÖ.[20]

### Bürgermeister
- 1994–2019 Anton Weber (ÖVP)[21][22][23]
- Interimistisch übernahm die Amtsgeschäfte Vizebürgermeister Ernst Gödl.
- seit dem 21. März 2019 Waltraud Walch (ÖVP)[24]

### Wappen

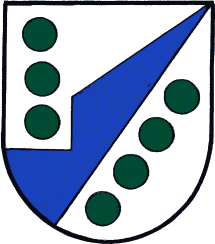
Zwaring-Pöls

Wegen der Gemeindezusammenlegung verloren die Wappen der aufgelösten Gemeinden mit 1. Jänner 2015 ihre offizielle Gültigkeit.
Am 29. Oktober 2015 fasste der Gemeinderat den Beschluss, das bisherige Dobler Wappen als Wappen der neuen Marktgemeinde Dobl-Zwaring festzulegen. Nach Absprache mit dem Landesarchiv und Erstellung einer entsprechenden Vorlage hat die Steiermärkische Landesregierung mit Beschluss vom 25. Februar 2016 der Marktgemeinde das Recht zur Führung des neuen Gemeindewappens ab 10. März 2016 verliehen.
Die Blasonierung lautet: In einem von Silber zu Grün geteilten Schild oben ein Paar rote Hirschstangen, unten ein silbernes Jagdhorn an ebensolcher Schnur.